# 용소항
용소항(龍沼港)은 경상남도 남해군 이동면 용소리 용소마을 인근에 있는 어항이다. 2002년 8월 6일 어촌정주어항으로 지정하여 관리하고 있다. 시설관리자는 남해군수이다.

## 어항 연혁
- 마을위쪽 용문사 골짜기 아래 이무기가 살던 '용소(龍沼)'라는 못이 있어서 마을 이름을 용소라 유래되었다.

## 어항 시설
- 선착장 L=137m, B=5.0m

## 주요 어종
- 멸치, 갈치, 삼치, 패각류, 전복 등